# 雷波乌头
雷波乌头（学名：Aconitum pseudohuiliense）为毛茛科乌头属下的一个种。

## 扩展阅读
- 維基物種上的相關：雷波乌头